# RMS Aquitania

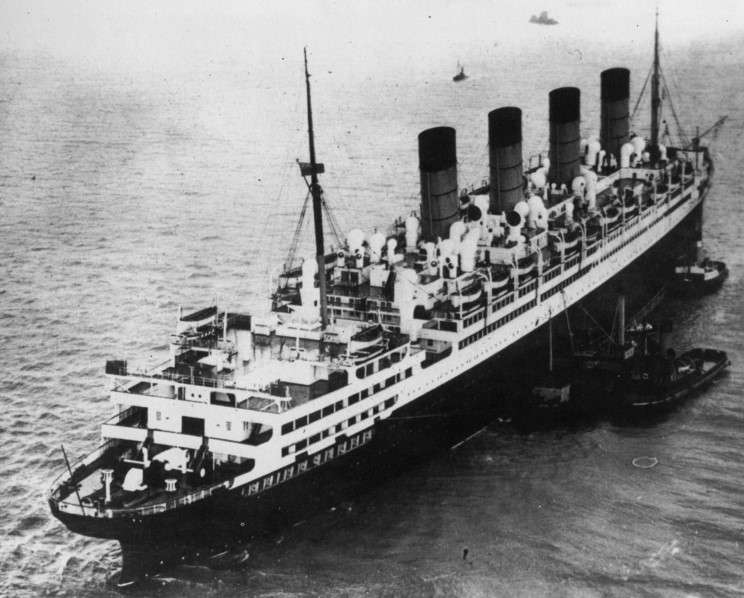
RMS Aquitania, 1935

RMS Aquitania var ett fartyg beställt och ägt av brittiska rederiet Cunard Line som gick mellan Southampton och New York. Hon sjösattes 1913 och jungfruresan gick 30 maj 1914. Cunard hade sedan tidigare två Atlantkryssare, RMS Mauretania och RMS Lusitania. Rederiet beslöt bygga RMS Aquitania för att kunna göra USA-resor varje vecka, och efter att deras rivalbolag White Star Line låtit bygga de tre fartygen RMS Olympic, RMS Titanic och HMHS Britannic . Cunards två fartyg var snabbare än dessa, men långtifrån lika lyxiga, vilket man nu ville ändra på. Firman John Brown & Company fick uppdraget att bygga henne.
Passagerarkapaciteten var år 1914 3 230, och besättningen var på 900 man. RMS Aquitania kom att tjäna Cunard Line under många år. Hon tjänade som truppskepp under båda världskrigen, och gick sedan i trafik fram till 1949 mellan Kanada och Europa. Fartyget som vid det laget var i ett mycket dåligt skick ansågs alltför gammalt för att reparera, och skulle inte heller klara nya säkerhetsregler som snart skulle införas. Hon skrotades 1950 i Skottland.

## Galleri

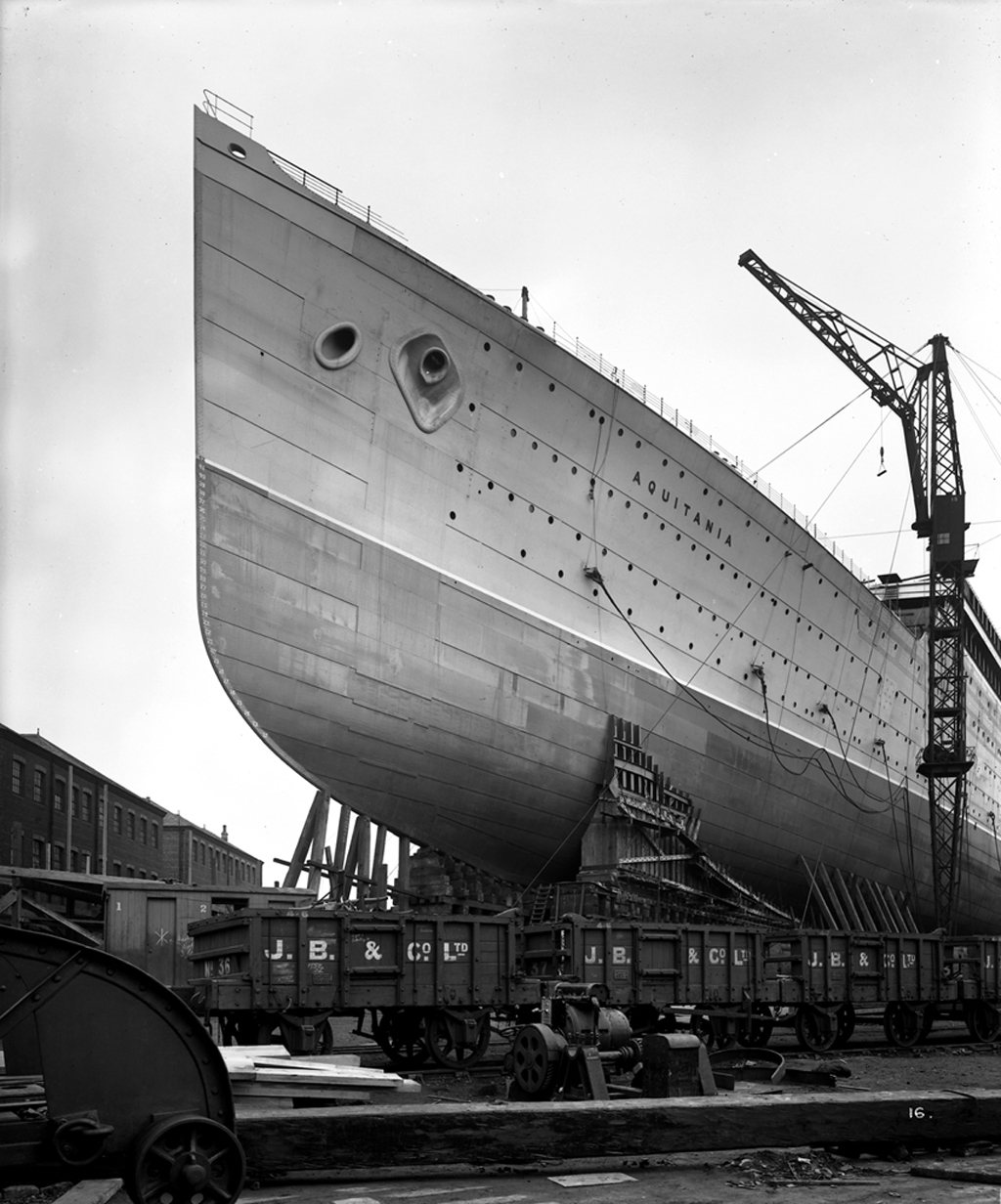
Fartyget innan sjösättningen.
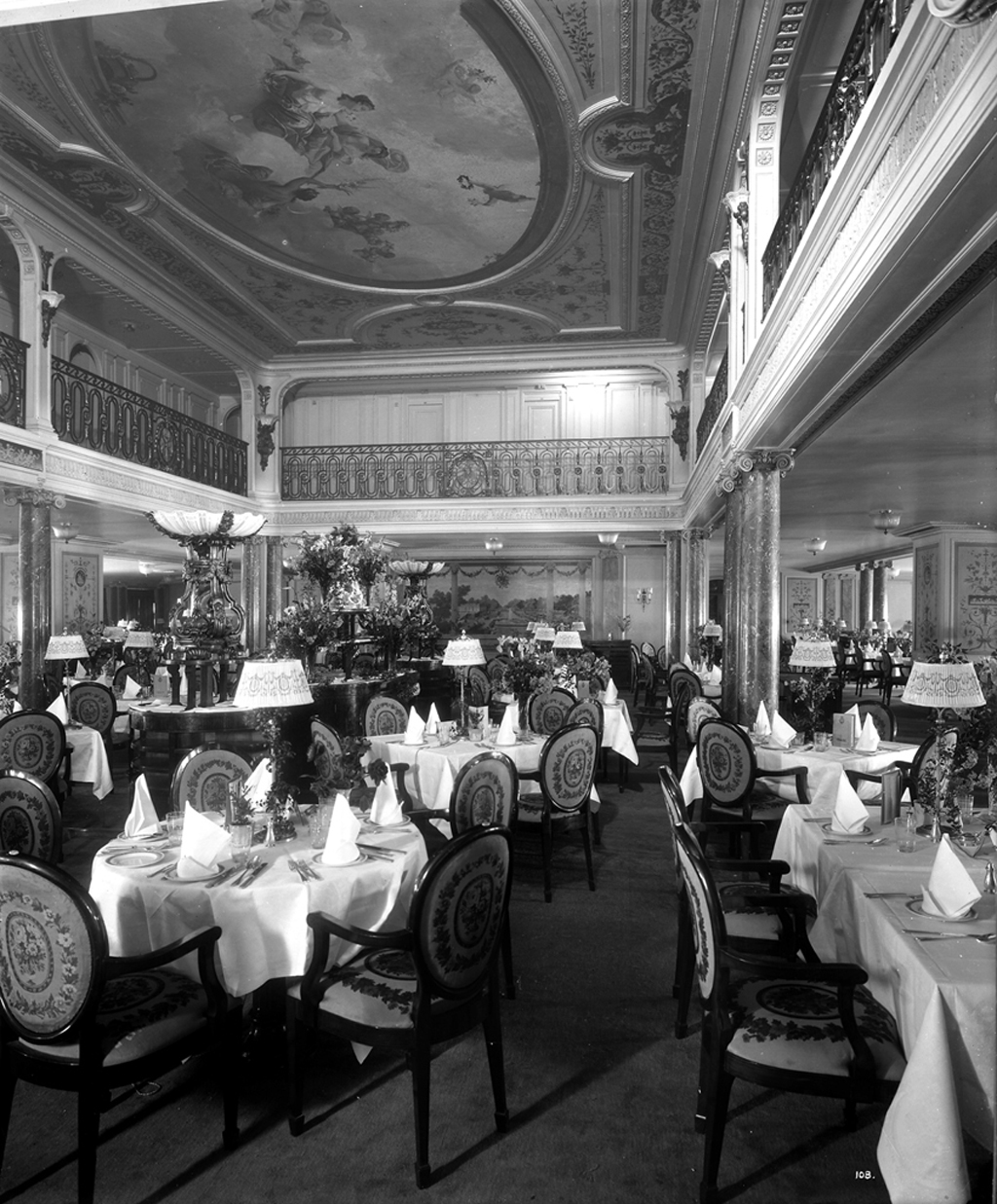
Första klass matsal.
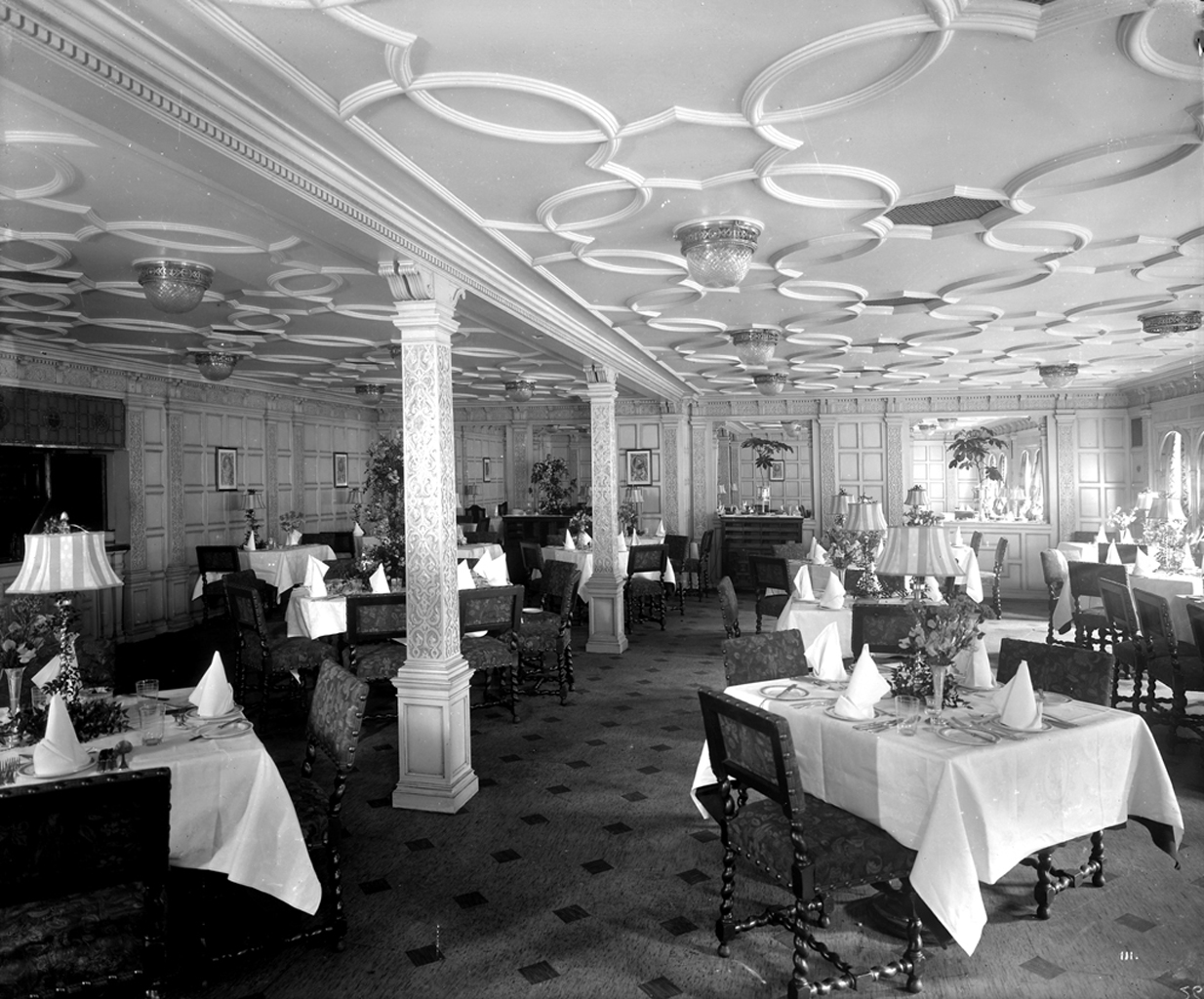
"Grill Room" i första klass.
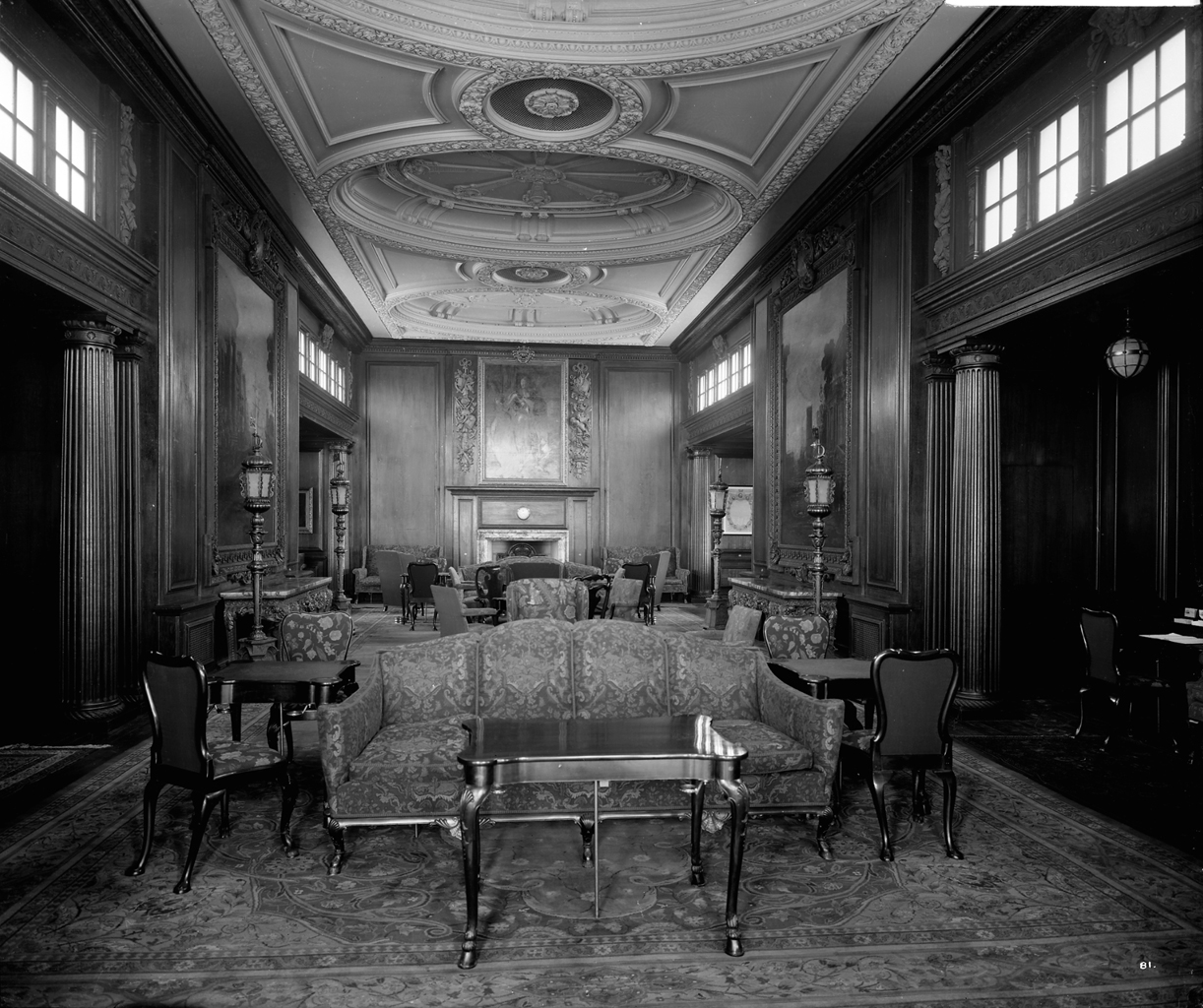
Rökrummet i första klass.
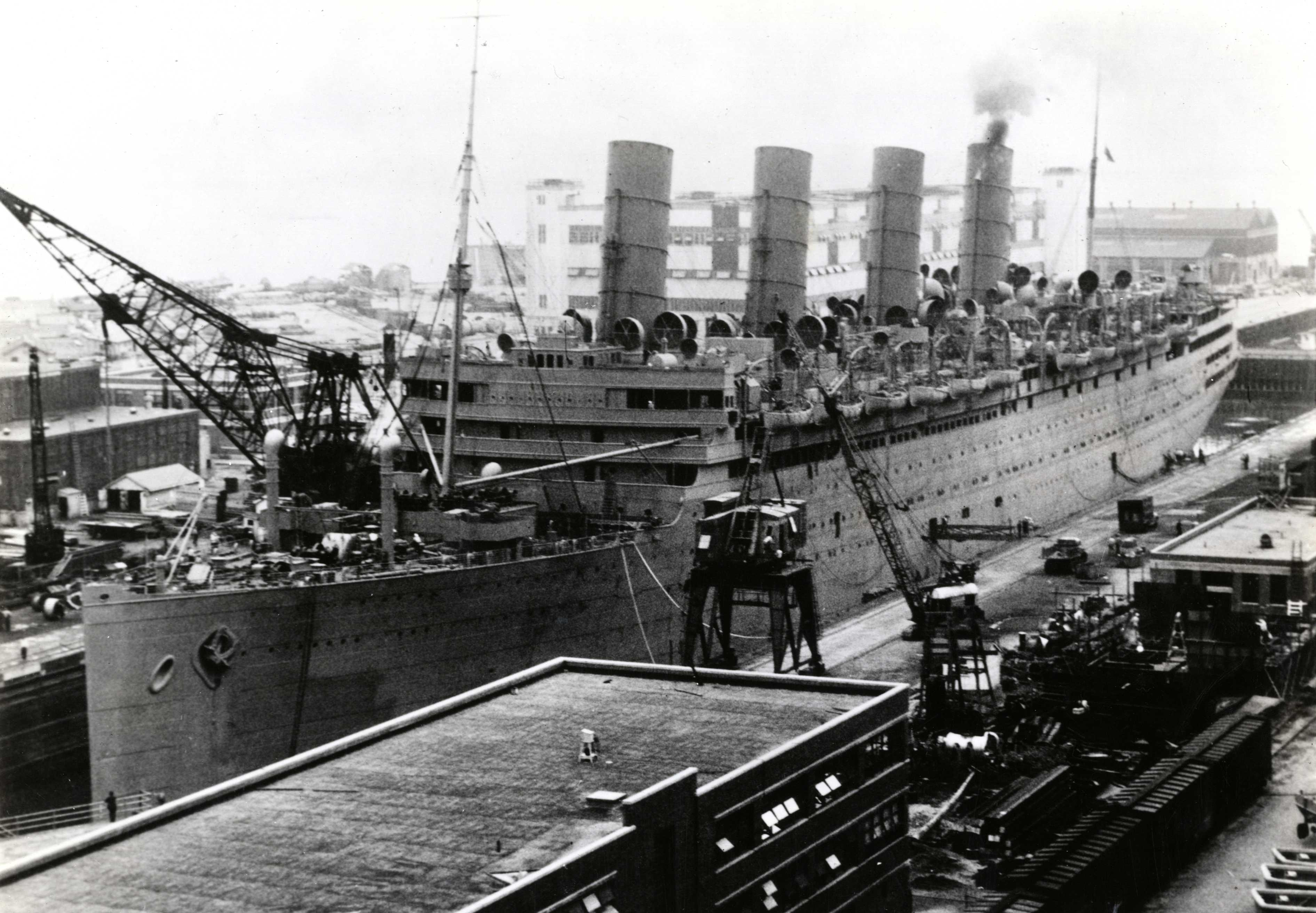
RMS Aquitania i Boston 1942, med militärt färgschema.